# Mary Forbes
Mary Forbes (Hornsey, 30 dicembre 1883 – Beaumont, 22 luglio 1974) è stata un'attrice britannica.

## Biografia
Nata a Hornsey, un quartiere situato nell'area di North London, Mary Forbes cominciò la sua carriera nel 1908 debuttando all'Aldwych Theatre di Londra. Lavorò a lungo come attrice teatrale in Inghilterra e negli Stati Uniti prima di iniziare a lavorare per il cinema. Dal 1919 al 1958, ha girato 139 film.
Sposata due volte (la prima con Charles Quatermaine, la seconda con E.J. Taylor) ha avuto due figli, entrambi attori: Ralph Forbes, attore teatrale e cinematografico - prima, marito di Ruth Chatterton, e poi di Heather Angel - e Brenda Forbes, pure lei attrice teatrale e cinematografica.
Mary Forbes è morta nel luglio 1974, a 90 anni.

## Filmografia
- Women Who Win, regia di Fred W. Durrant, Percy Nash (1919)
- The Lady Clare (1919)
- Inheritance, regia di Wilfred Noy (1920)
- Nance, regia di Albert Ward (1920)
- Donna senza amore (Her Private Life), regia di Alexander Korda (1929)
- The Thirteenth Chair, regia di Tod Browning (1929)
- L'intrusa (The Trespasser), regia di Edmund Goulding (1929)
- Il sorriso della vita (Sunnyside Up), regia di David Butler (1929)
- Strictly Unconventional, regia di David Burton (1930)
- So This Is London, regia di John G. Blystone (1930)
- Holiday, regia di Edward H. Griffith (1930)
- Il cavaliere della libertà (Abraham Lincoln), regia di D.W. Griffith (1930)
- L'appello dell'innocente  (East Is West), regia di Monta Bell (1930)
- The Devil to Pay!, regia di George Fitzmaurice (1930)
- Rinascita (The Man Who Came Back), regia di Raoul Walsh (1931)
- Passione di mamma (Born to Love), regia di Paul L. Stein (1931)
- La beffa dell'amore (Chances), regia di Allan Dwan (1931)
- La trovatella (The Brat), regia di John Ford (1931)
- Working Girls, regia di Dorothy Arzner (1931)
- Stepping Sisters, regia di Seymour Felix (1932)
- Il testimonio muto (Silent Witness), regia di R.L. Hough e Marcel Varnel (1932)
- Bovary moderna (Vanity Fair), regia di Chester M. Franklin (1932)
- Addio alle armi (A Farewell to Arms), regia di Frank Borzage (1932)
- Joanna (Carolina), regia di Henry King (1934)
- Roberta, regia di William A. Seiter (1935)
- Il ponte (Stranded) regia di Frank Borzage (1935)
- L'orribile verità (The Awful Truth), regia di Leo McCarey (1937)
- L'eterna illusione (You Can't Take It With You), regia di Frank Capra (1938)
- Il manoscritto scomparso (Fast and Loose), regia di Edwin L. Marin (1939)
- Le avventure di Sherlock Holmes (The Adventures of Sherlock Holmes), regia di Alfred L. Werker (1939)
- A sud di Suez (South of Suez), regia di Lewis Seiler (1940)
- Maschere di lusso (We Were Dancing), regia di Robert Z. Leonard (1942)
- The Great Impersonation, regia di John Rawlins (1942)
- Incontro all'alba (Two Tickets to London), regia di Edwin L. Marin (1943)
- Il ritratto di Dorian Gray (The Picture of Dorian Gray), regia di Albert Lewin (1945)
- Terrore nella notte (Terror By Night), regia di Roy William Neill (1946)
- Re in esilio (The Exile), regia di Max Ophüls (1947)
- Devi essere felice (You Gotta Stay Happy), regia di H.C. Potter (1948)
- Un marito per Cinzia (Houseboat), regia di Melville Shavelson (1958)

## Doppiatrici italiane
- Giovanna Scotto in L'eterna illusione, Il carnevale della vita
- Wanda Tettoni in Un marito per Cinzia
- Dhia Cristiani in Terrore nella notte (doppiaggio tardivo)